# シラヤ国家風景区

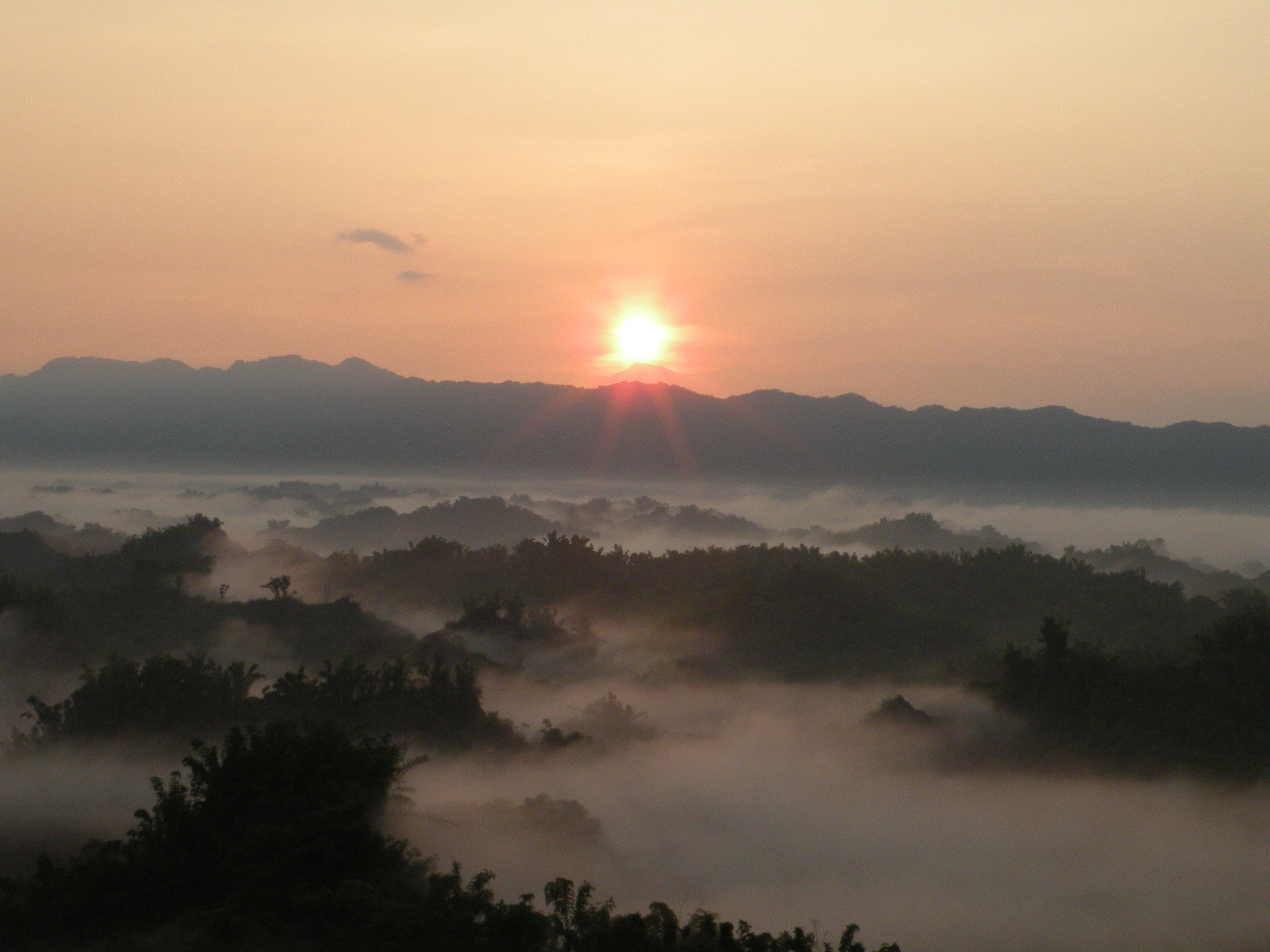
二寮の日の出

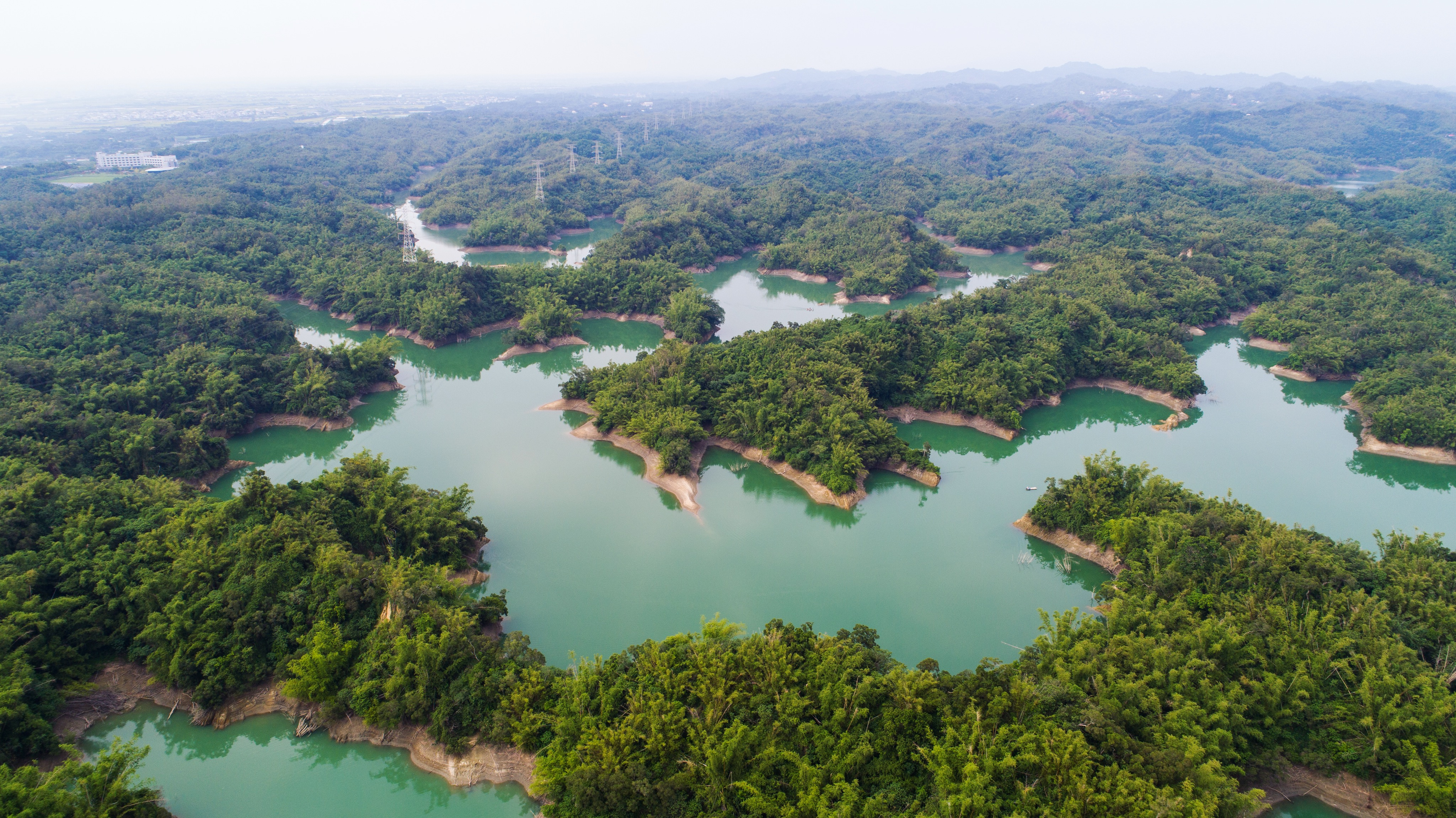
烏山頭ダム

シラヤ国家風景区（シラヤこっかふうけいく、中国語: 西拉雅國家風景區、英語: Siraya National Scenic Area）は台湾の台南市東部の嘉南平原と山麓に位置し、中華民国交通部観光署が計画・設立した国家風景区で、行政区域は17郷に及び、管内には関子嶺、烏山頭ダム、虎頭埤ダム、曾文ダムなどの名勝地がある。名称の由来は、かつてこの地域に広がって住んでいた台湾原住民のシラヤ族に依る。
シラヤ国家風景区管理事務所は2005年11月26日から白河区にある臨時庁舎にあったが、その後烏山頭ダム管理所、白河ダム管理所へと移転した。2020年1月17日からは官田区に新設されたビルにあり、官田ビジターセンターも設置して観光サービスを提供している。

## 紹介
シラヤ国家風景区は台南市楠西区、大内区、山上区、玉井区、左鎮区、嘉義県大埔郷の全域、台南市白河区、東山区、柳営区、六甲区、官田区、新化区、南化区、善化区、龍崎区、新市区、嘉義県中埔郷の一部など17の郷・市を含み、総面積は約96,682ヘクタールに及ぶ広大なエリアである。
シラヤ国家風景区は豊富な資源と景観を有しており、温泉、バッドランド（通称「月世界」、青い石灰岩でできている）、貯水池、北水路、シラヤ先住民文化、各村の特産品など、多様な観光ポテンシャルを備えている。
地域の特色と資源によって、この地域は「ロマンチックな温泉観光ルート」、「色彩豊かな芸術・環境観光ルート」、「陽気な田園観光ルート」の3つの観光ルートに分けられ、それぞれの観光資源は独特である。曾文ダム、虎頭埤、左鎮の二寮の日の出など、これらの景勝地の多くは市街地から非常に近く（車で30分～1時間）、日本統治時代からの名勝地である関子嶺温泉や烏山頭ダムなどは、国家風景区が設立されて以来、人気の観光スポットとなっている。
シラヤ国家風景区の地形は曾文渓が貫いているため、非常に変化に富んでいる。 烏山嶺隆起断層、竹崎丘陵、内門丘陵、嘉南隆起の海岸平原など、山と丘陵がシラヤ国家風景区の総面積の約2分の1を占めており、国家風景区が設立された後、統合と調整が行われた。

## 主な見どころ
主な見どころは上記リンク先の中国語版に、関子嶺旅行エリア（関子嶺温泉のある関子嶺風景区を含む）、烏山頭旅行エリア、虎頭埤旅行エリア、左鎮旅行エリアの４地区に分けて列挙されている。

## 参照項目
- 国家風景区